# Vieille-Brioude
Vieille-Brioude är en kommun i departementet Haute-Loire i regionen Auvergne-Rhône-Alpes i centrala Frankrike. Kommunen ligger i kantonen Brioude-Sud som tillhör arrondissementet Brioude. År 2022 hade Vieille-Brioude 1 245 invånare.

## Befolkningsutveckling
Antalet invånare i kommunen Vieille-Brioude
| Referens: INSEE |

## Galleri

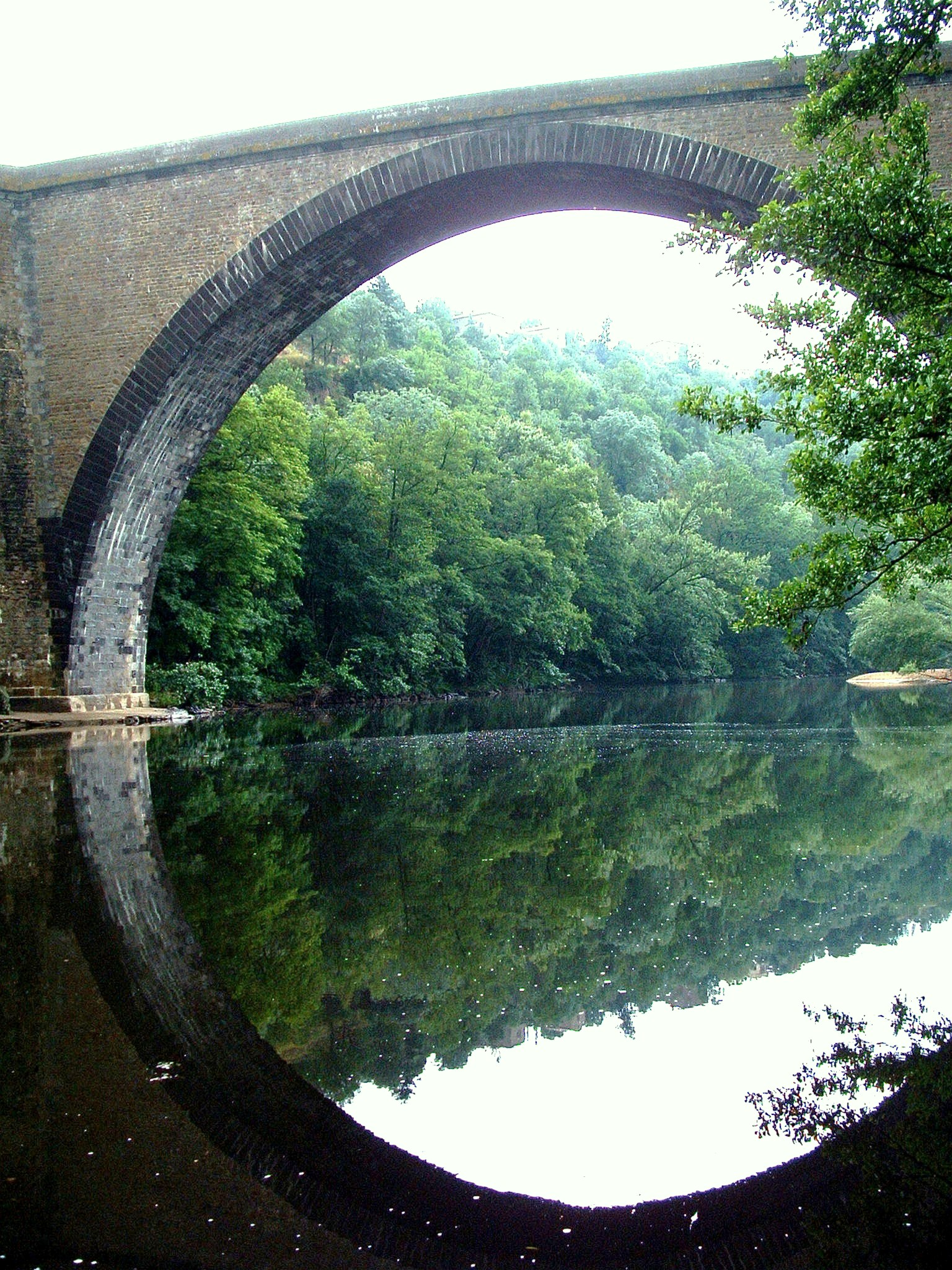